# Vladimir Bakaleinikov
Vladimir Romanovich Bakaleinikov, anche Bakaleynikov e Bakaleinikoff (Russo: Владимир Романович Бакалейников) (Mosca, 3 ottobre 1885 – Pittsburgh, 5 novembre 1953), è stato un violista, direttore d'orchestra e compositore russo naturalizzato statunitense.

## Vita e carriera
Bakaleinikov, figlio di un noto clarinettista, proveniva da una grande famiglia di musicisti che viveva in condizioni di povertà. Suo fratello maggiore era il flautista, compositore e direttore Nikolai Bakaleinikov (1881-1957), i suoi fratelli minori, entrambi compositori, erano Mikhail (Mischa) Bakaleinikoff (1890- 1960) e Constantin Bakaleinikoff (1898-1966).
"Mio padre guadagnava molto poco. Noi bambini lo aiutavamo suonando ai matrimoni, nei ristoranti, dando lezioni e, più tardi con i concerti. Noi non rifiutavamo nessun tipo di lavoro. Sarebbe stato vergognoso non lavorare, visto che nostra madre faceva tutto il bucato, cucinava, cuciva, e si occupava di tutti noi."
— Vladimir Bakaleinikov: Appunti di un Musicista
«Мой отец зарабатывал очень мало. Мы, дети, помогали ему зарабатывать игрой на свадьбах, в ресторанах, давая уроки, впоследствии концертируя. Никакими видами труда мы, дети, не гнушались. Стыдно было не работать, видя, как наша мать на всех стирала, на всех готовила, всех обшивала и всем прислуживала.»
— Владимир Бакалейников: Записки Музыканта
Bakaleinikov entrò al Conservatorio di Mosca all'età di nove anni, studiando con Jan Hřímalý. Dopo la laurea nel 1907, si guadagnò rapidamente una reputazione come un violinista dotato e musicista da camera, suonando con la Società musicale russa di Mosca, il Quartetto Mecklenburg (1910-1920) di San Pietroburgo e poi con il Quartetto Stradivari (1920-1924) a Mosca. È stato direttore del Teatro Musicale Drammatico (Театр музыкальной драмы) a San Pietroburgo (1914-1916) e presso il Music Studio del Teatro d'arte di Mosca (1920-1926). Contemporaneamente Bakaleinikov era professore di Viola presso il Conservatorio di San Pietroburgo (1918-1920) e al Conservatorio di Mosca (1920-1924). Come professore di Viola, Bakaleinikov fu un pioniere nella promozione di standard artistici per lo strumento. Tra i suoi studenti c'era, in particolare, Vadim Borisovsky che gli successe come professore di Viola presso il Conservatorio.
Nel 1925-1926, Bakaleinikov, insieme alla moglie, la cantante e attrice Julia Fatova (Юлия Фатова; Yulia Fatova), andò negli Stati Uniti con la Moscow Art Theatre Music Studio in un tour di grande successo. Su invito del direttore Fritz Reiner, Bakaleinikov fu nominato direttore assistente e prima viola della Orchestra Sinfonica di Cincinnati (1927-1937). Nel 1937, seguendo l'esempio dei suoi due fratelli più giovani, si trasferì a Hollywood per lavorare nel cinema. Fu anche direttore associato della Filarmonica di Los Angeles. Durante questo tempo, Bakaleinikov cominciò a dare lezioni di direzione orchestrale a Lorin Maazel che aveva sette anni. Nel 1938 Bakaleinikov accettò ancora una volta un invito da Reiner per essere suo assistente, poi direttore principale con la Orchestra Sinfonica di Pittsburgh. La famiglia Maazel seguì Bakaleinikov a Pittsburgh in modo che il giovane direttore potesse continuare a lavorare con il suo maestro. Tra la partenza di Reiner da Pittsburgh nel 1948 e l'arrivo del suo successore William Steinberg nel 1952, Bakaleinikov fu direttore musicale dell'Orchestra. Affettuosamente conosciuto come "Bak", possedeva un delizioso senso dell'umorismo e amava raccontare storie.
Bakaleinikov ha scritto Regole elementari di direzione per Orchestra, Banda e Coro (1938), un libro di memorie Записки музыканта (Note di un musicista) (1943), e ha composto un concerto per viola e musica da camera.
A Bakaleinikov è stato assegnato il titolo onorifico di Honored Artist della RSFSR nel 1924.

## Opere scelte
- Aria per viola e piano (1935)
- Concerto per viola e orchestra (1937)
- Gavotte per viola e piano (1937)
- Minuetto per viola e piano (1937)
- Scales e Studies per la Viola (1938)
- Allegro moderato per contrabbasso e piano (1939)
- Canzona per corno e piano (1939)
- Cavatina per corno e piano (1939)
- A Danse [sic] per oboe e piano (1939)
- Elegy per oboe e piano (1939)
- Introduction e Scherzo per quintetto di legni (1939)
- Largo per contrabbasso e piano (1939)
- Pastorale per oboe e piano (1939)
- Three Pieces per fagotto e piano (1939)
  1. A Ballad
  2. Humoresque
  3. March eccentric
- Valse: Allegro grazioso per contrabbasso e piano (1939)
- Polonaise per cornetta (o tromba in si♭) e piano (1940)
- Legend per cornetta (o tromba in si♭) e piano (1952)
- Serenade per cornetta (o tromba in si♭) e piano (1952)
- Andantino cantabile per trombone o baritono e piano (1953)
- Meditation per trombone o baritono e piano (1953)
- Valse triste per trombone o baritono e piano (1953)
- Symphonie miniature (1954?)

Literary
- Elementary Rules of Conducting, per Orchestra, Band e Chorus (Основные правила дирижирования оркестром, духовым оркестром и хором) (1938)
- The Instruments of the Band e Orchestra: An Encyclopedia, co-authored with Milton Rosen (1940)
- Записки музыканта (Zapiski muzykanta; Notes of a Musician) (1943)

## Discografia
- Fritz Reiner Conducts Richard Strauss – Don Quixote; Vladimir Bakaleinikov (viola); Gregor Piatigorsky (violoncello); Fritz Reiner (direttore); Orchestra Sinfonica di Pittsburgh; Biddulph BID 83067 (2000)